# Línea 12 (Comodoro Rivadavia)
La línea 12, en un principio denominada 12 R, es una línea de colectivos urbana de Comodoro Rivadavia, bajo concesión de la empresa Transporte Patagonia Argentina desde 2007 que une el Bo. Máximo Abásolo con el Centro y viceversa pasando por los barrios Argimiro Moure y Quirno Costa. El boleto cuesta $16,50 el general y $0,00 para los jubilados, discapacitados, policías, estudiantes y universitarios. Funciona desde las 05:00 hasta las 21:00 horas. Posee una longitud de 22,3 km.

## Historia
Anteriormente, esta línea era explotada bajo la empresa El Derby realizando el trayecto hacia Astra durante el boom petrolero en la ciudad, después en la década del 1980 quedaron dos empresas el cual agruparon las líneas; Transportes Comodoro y Transportes Patagonia, el cual en el 2007 la última mencionada se quedó con todo el monopolio del servicio en Comodoro Rivadavia.

## Cuadro Tarifario
| Boleto                      | Tarifa    |
| --------------------------- | --------- |
| Primera sección (Urbano)    | $22       |
| Segunda sección (Suburbano) | No aplica |
| Tercera sección (Diadema)   | No aplica |
| Cuarta sección (Rada Tilly) | No aplica |
| Estudiante                  | $11       |
| Jubilado                    | $11       |
| Discapacitado               | $0.00     |
| Policía del Chubut          | $0.00     |

En el caso de los boletos de estudiante y jubilado reciben un subsidio de la municipalidad de Comodoro Rivadavia que les cubre un 50% del valor del boleto en 2 pasajes díarios, mientras que el restante 50% lo proporciona el gobierno de Chubut a través del TEG Chubut.

## Recorrido

### 12: Máximo Abásolo - Centro
| 12         | Primer servicio A: Centro | Primer servicio A: Máximo Abásolo | Último servicio A: Centro | Último servicio A: Máximo Abásolo |
| Laborables | 05:15                     | 05:51                             | 20:50                     | 21:26                             |
| Sábados    | 05:15                     | 05:51                             | 20:45                     | 21:21                             |
| Festivos   | 07:00                     | 07:36                             | 20:50                     | 21:26                             |

Ida: Terminal Máximo Abásolo, Juan Luckiewics, Avenida Polonia, Ricardo Balbín, Código 651, Código 821, Avenida 10 de Noviembre, Avenida Roca, Diario La República, Calle 829, Código 844, Miguel Amado, Francisco De Nevares, Marinero López, Avenida Polonia, Avenida 10 de Noviembre, Avenida Estados Unidos, Avenida Rivadavia, España, San Martín, Güemes.
Vuelta: Güemes, Avenida Rivadavia, Belgrano, Avenida Hipólito Yrigoyen, Celestina Iparraguirre de Escribano, Avenida Alsina, Rawson, Alvear, Avenida Rivadavia, Avenida Estados Unidos, Avenida 10 de Noviembre, Avenida Polonia, Marinero López, Francisco Behr, Gustavo Bahamonde, Francisco De Nevares, Miguel Amado, Calle 829, Diario La República, Avenida Roca, Avenida 10 de Noviembre, Código 821, Código 651, Ricardo Balbín, Lorenzo Rey, Bruno Pieragnoli, Avenida Polonia, Juan Luckiewics, Huergo, Retome por rotonda Huergo y Duarte, Huergo, Terminal Máximo Abásolo.